# Glen Iris, Western Australia
Glen Iris är en del av en befolkad plats i Australien. Den ligger i kommunen Bunbury och delstaten Western Australia, omkring 150 kilometer söder om delstatshuvudstaden Perth. Orten hade 3 143 invånare år 2021.
Närmaste större samhälle är Bunbury, nära Glen Iris. 
Trakten runt Glen Iris består till största delen av jordbruksmark. Runt Glen Iris är det glesbefolkat, med 13 invånare per kvadratkilometer. Genomsnittlig årsnederbörd är 1 014 millimeter. Den regnigaste månaden är maj, med i genomsnitt 183 mm nederbörd, och den torraste är februari, med 9 mm nederbörd.